# Кинообразование
Кинообразование (англ. film education) — направление в педагогике, связанное с изучением кинематографа, киноискусства, — как в процессе образования будущих профессионалов в этой области, так и в более массовых масштабах — в некинематографических вузах, колледжах, в школах, во внешкольных учреждениях. Кинообразование — составная часть более широкого направления в педагогике под названием медиаобразование.
Кинообразование в России официально берёт своё начало с возникновением в 1919 году ВГИКа — Всероссийского государственного института кинематографии. Вкладом советской школы кинообразования стала теория монтажа как оригинального языка киноискусства.
Расцвет детско-юношеского кинообразования в СССР приходится на 1970—1980-е годы: он выразился в возникновении десятков любительских кино- и мультстудий, проведении фестивалей детского кинотворчества. Распад Советского Союза оказался сопряжен с трудностью преодоления «цифрового барьера». Вместе с тем, достижения советского кинообразования стали появляться на международной педагогической сцене (см. Лина Курдюкова, Юрий Красный).